# 大法廷

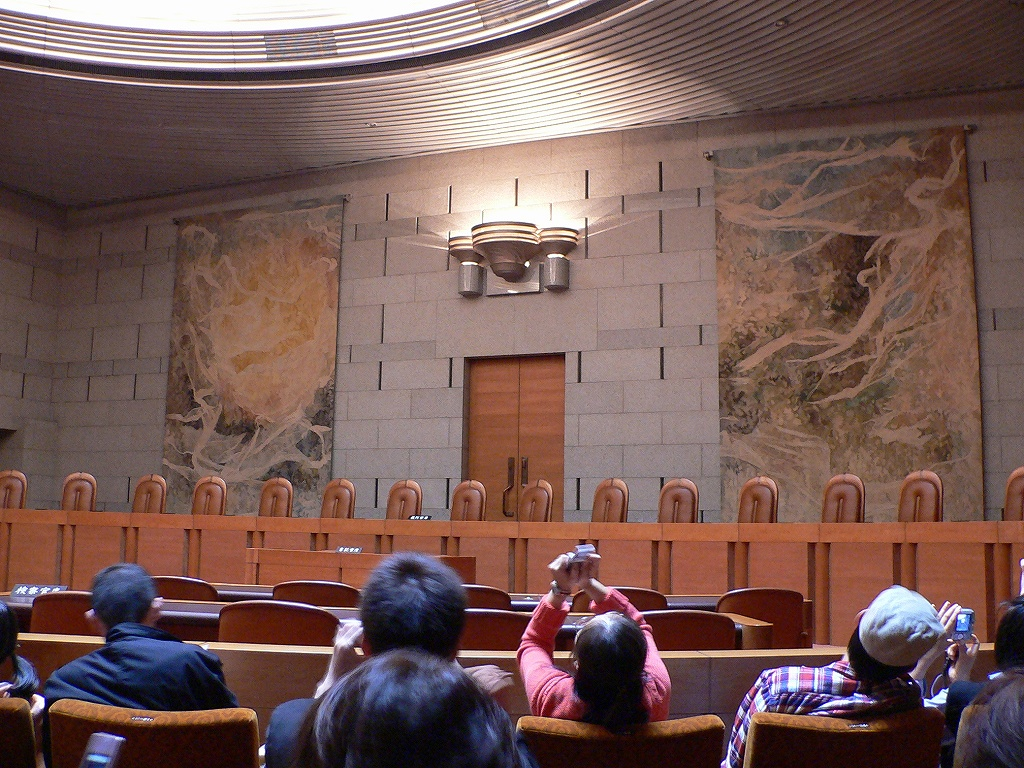
最高裁判所大法廷（東京都千代田区隼町）

大法廷（だいほうてい）とは、最高裁判所における、裁判官全員で構成される合議体、あるいは全員の合議体で審理する場合の最高裁判所における法廷を指す。

## 概要
最高裁判所に係属した事件は、通常5人で構成される小法廷で審理されるが、重要な事件は大法廷（長官含め全部で15名）で審理される。また、違憲判決は大法廷でなければ下すことができない（次節参照）。
裁判長は最高裁判所長官が務める。長官に審理を回避すべき事情があるなど長官が審理に関与しない場合は、別の裁判官が裁判長を務める。定足数は9名である。原則として水曜日に開廷される。
施設としての大法廷には208席の傍聴席がある。うち162席が一般傍聴席、46席が報道記者用の傍聴席である。車椅子用のスペースも用意されている。
大法廷事件の審議は裁判官会議と同じ部屋で行われる。
1947年に最高裁判所が発足してから常に大法廷に係属している訴訟があった。1960年に横田喜三郎が3代目最高裁長官に就任した時には大法廷に係属している訴訟が37件にものぼった。しかし、小法廷から大法廷に回付される訴訟が時代の経過とともに減っていき、発足から35年後の1982年7月7日の堀木訴訟の最高裁判所判決の言い渡しで、最高裁判所大法廷に係属している訴訟が一件もなくなる事態になった。
2019年2月から10月まで、高濃度のアスベストに関する除去工事等のために大法廷の使用が中止となった。使用中止期間中に法的に大法廷が必要になることはなかった。
2021年5月17日の第一小法廷による建築アスベスト訴訟の判決言渡しに関して、当事者が多数にわたるため新型コロナウイルス感染症流行下で密集を避けることができないことから、同12日の裁判官会議で大法廷施設の使用が了承された事例がある。
2024年5月29日に開かれた旧優生保護法違憲国家賠償請求訴訟の弁論では、障害者などが多く傍聴に訪れることが予想されたため、事案の特殊性に鑑みて、特別の対応が取られた。具体的には、大法廷内に大型のモニターを6台用意して当事者の主張資料ややりとりをリアルタイムで映したり、原告が手配した手話通訳者を傍聴席に配置したり、大法廷に12人分の車椅子用スペースを設けたりする処置が行なわれた。同年7月3日の判決公判では、手話通訳者の公費負担などの措置も取られた。

## 大法廷で審理される事件
1. 当事者の主張に基づいて、法律、命令、規則、又は処分が憲法に適合するか判断するとき（意見が前に大法廷でした、その法律、命令、規則、又は処分が憲法に適合するとの裁判と同じであるときを除く）
2. 上記の場合を除いて、法律、命令、規則、又は処分が憲法に適合しないと認めるとき
3. 憲法その他の法令の解釈適用について、意見が前に最高裁判所のした裁判に反するとき
4. 最高裁判所が裁判権を有する裁判官の分限裁判および高等裁判所のした分限裁判に対する抗告事件
5. 小法廷の裁判官の意見が二説に分かれ各々同数の場合
6. 小法廷において大法廷で裁判することを相当と認めた場合
7. 人事官の弾劾裁判

上記各号の事件が大法廷で審理されることの根拠法令は、1から3については裁判所法第10条各号、4については裁判官分限法第4条、5および6については最高裁判所裁判事務処理規則第9条、7については人事官弾劾裁判手続規則第2条である。
裁判所法の一部を改正する等の法律（昭和23年法律第260号）による改正前までは、1のカッコ書きに該当する規定は存在せず、憲法事件は全て大法廷事件であったが、同改正法施行の1949年（昭和24年）1月1日以降は、一度大法廷判決で合憲とした法令や処分を再び合憲とする場合は小法廷で判断できることになっており、「大法廷判決の趣旨に照らして明らか」であれば小法廷で合憲判断を下すことができることになっている。したがって、小法廷で合憲判断をする場合は必ず過去の大法廷判決が引用されている。したがって、事件が大法廷で審理される場合は、過去の判例とは異なる憲法判断が示される可能性があると言える。
6の「大法廷で裁判することを相当」とする判断は各小法廷がするものなので、当該小法廷外の裁判官（大法廷で裁判長を務める最高裁判所長官を含む）が関与することはできない。大阪空港訴訟では岡原昌男最高裁長官の意向がきっかけで小法廷から大法廷に回付されたことがあるが、当該小法廷外の裁判官である長官の意向に法的強制力はなく回付の是非は当該小法廷で判断される。

## 2000年代以降の主な最高裁判所大法廷判決・決定
- 国籍法3条1項が、日本国民である父と日本国民でない母との間に出生した後に父から認知された子につき、父母の婚姻により嫡出子たる身分を取得した場合に限り日本国籍の取得を認めていることにより国籍の取得に関する区別を生じさせていることは、遅くとも2005年当時において、憲法14条1項に違反するとされた事例（最大判2008年6月4日、退去強制令書発付処分取消等請求事件及び国籍確認請求事件）。
- 土地区画整理事業の事業計画決定が取消訴訟の提起できる行政処分に当たるとし、最大判1966年2月23日の判例（青写真判決）を変更した事例（最大判2008年9月10日）。
- 議会議員に対する解職請求を求める署名の請求代表者に農業委員会委員が含まれるとして無効とした選挙管理委員会の決定について、地方自治法施行令115条・113条・108条2項及び109条の各規定のうち、公職選挙法89条1項を準用することにより、公務員につき議員の解職請求代表者となることを禁止している部分は、その資格制限が地方自治法80条1項の請求手続にまで及ぼされる限りで、同法85条1項に基づく政令の定めとして許される範囲を超え、無効であるとして取り消された事例（最大判2009年11月18日）。
- 北海道砂川市が、その所有する敷地を空知太神社に無償で使用させていた処分につき、憲法21条3項及び89条後段に違反するとされた事例（最大判2010年1月20日、砂川政教分離訴訟。なお、同日大法廷において判決が言い渡された富平神社に対する市有地の無償譲与については、違憲のおそれのある状態を解消するために行われた本件事実関係の下では、憲法に違反するとはいえないと判示された）。
- 覚せい剤取締法違反事件に絡む裁判員制度違憲訴訟について裁判官でない裁判員が裁判に関与する裁判員制度が「憲法上、国民の司法参加が禁じられていると解すべき理由はない」として合憲とされた事例（最大判2011年11月16日）。
- 非嫡出子の遺産相続分は嫡出子の半分であると定める民法900条の規定が、法の下の平等を定めた憲法14条に違反するとされた事例（最大判2013年9月4日、婚外子相続差別訴訟）。
- 夫婦別姓の選択を認めない民法の規定について裁判官の多数意見で合憲とした（ただし、女性裁判官は全員「違憲」の少数意見を付けた）事例（最大判2015年12月16日）。なお、夫婦別姓問題に関しては2020年12月、別件の抗告事件が大法廷に回付されたが、再び裁判官の多数意見で合憲とした（最大決2021年6月23日）。
- 民法の再婚禁止期間規定について100日を超える部分は過剰として、憲法第14条1項及び24条2項に違反するとした（再婚禁止期間訴訟）事例（最大判2015年12月16日）。
- 13歳未満の女児の体を触る様子を撮影したとして、強制わいせつ罪などに問われていた被告の男が「知人から金を借りる条件として、わいせつ行為を撮影したデータを送るよう要求された」と説明し、弁護側は性的意図はなく、同罪は成立しないと主張していた事件について「性的意図を一律に同罪の成立要件とすることは相当でない」として、性的意図がなくても成立するとの判断を示し、「必要」としていた1970年の最高裁判例を約半世紀ぶりに変更して、被告の男に同罪の成立を認めた事例（最大判2017年11月29日）。
- NHK受信料訴訟で、放送法による受信契約の強制は合憲であり、テレビ受像機を設置した月から起算した受信料債権が発生するが、民法414条2項ただし書等の規定により、契約を命ずる判決の確定をもって初めて契約が成立するものとし、「NHKによる契約申込みから相当期間が経過した時点で自動的に契約が成立する」とのNHKの主張は退けた事例（最大判2017年12月6日）。
- 市議会の議会運営委員会での発言を理由に23日間の出席停止処分を受けた宮城県岩沼市の市議が、市に対して出席停止処分の取消しを求めた訴訟[11]で、普通地方公共団体の議会の議員に対する出席停止の懲罰の適否は司法審査の対象となるとし、最大判1960年10月19日の判例を変更した事例（最大判2020年11月25日）。
- 那覇市が管理する公有地を儒教の祖を祭る「孔子廟」として一般社団法人に無償提供したことが、憲法の政教分離原則に違反するかが争われた住民訴訟で、「市の土地使用料免除は憲法が禁じた宗教的活動に該当する」として憲法20条3項に違反すると判断した事例（最大判2021年2月24日、孔子廟訴訟）[12]。
- 在外日本人の有権者が最高裁判所裁判官国民審査に投票できないのは憲法15条、79条に違反すると判断した事例。（最大判2022年5月25日、在外日本人国民審査権訴訟）[13]。
- 戸籍上の性別を変えるために生殖機能を失わせる手術を受けることを要件の一つとする性同一性障害特例法の規定が、個人の尊重を定めた憲法13条に違反すると判断した事例（最大決2023年10月25日）。なお、変更先の性別の性器に近似する外観を有する要件についても違憲であるとの主張については、高裁に差し戻して審理をやり直す事とした[14]。
- 一定の障害を有する者の遺伝子を「不良」なものとし、強制的に人工妊娠中絶手術や不妊手術を受けさせることを可能としていた旧優生保護法[注釈 1]の優生条項は、憲法13条、14条に違反すると判断し、更に加えて、不法行為による損害賠償請求権の除斥期間を定めた民法724条後段[注釈 2]の規定について、除斥期間を適用することが著しく正義・公平の理念に反し到底容認することができない場合には、除斥期間の適用を主張することが信義則違反又は権利の濫用であると裁判所が判断することができることとし、1989年の最高裁判例を変更した事例（最大判2024年7月3日、旧優生保護法違憲国家賠償請求訴訟）[15]。

### 選挙無効請求事件
- 2007年7月29日施行の参議院議員通常選挙について、2005年の公職選挙法一部改正の約1年2か月後に施行された初めての参議院議員通常選挙であり、選挙当時の一票の格差は改正前に比べて縮小したものとなっていたことなどの事情を考慮すれば、選挙までの間に定数配分規定を更に改正しなかったことが国会の裁量権の限界を超えたものということはできず、定数配分が憲法に違反するに至っていたものとすることはできないとした事例（最大判2009年9月30日）。
- 2010年7月11日施行の参議院議員通常選挙において一票の格差が5.00倍になり、2つの弁護士グループが選挙無効を求めた訴訟17件について、「違憲状態」と認定された事例（最大判2012年10月17日）。なお、香川県選挙管理委員会を被告として提起された訴訟では、選管委員長が竹﨑博允長官の実兄だったため、竹﨑長官が審理を回避して田原睦夫裁判官が裁判長を務めた。
- 2012年12月16日施行の衆議院議員総選挙について、最大2.43倍の一票の格差が生じた状態で行われた選挙は「違憲状態」であるものの選挙自体は有効であるとされた事例（最大判2013年11月20日）。
- 2013年7月21日施行の参議院議員通常選挙で一票の格差が最大4.77倍に達していたことについて「違憲の問題が生ずる程度の著しい不平等状態にあった」と判断したものの「国会の裁量権の限界を超えるものとはいえず，上記規定が憲法に違反するに至っていたということはできない」と判断した事例（最大判2014年11月26日）。
- 2016年7月10日施行の参議院議員通常選挙で一票の格差が最大3.08倍に達し、2つの弁護士グループが選挙無効を求めた訴訟で「合憲」とする統一判断を言い渡した事例（最大判2017年9月27日）。
- 2019年7月21日施行の参議院議員通常選挙で一票の格差が最大3.00倍に達し、2つの弁護士グループが選挙無効を求めた訴訟[16]で「合憲」とする統一判断を言い渡した事例（最大判2020年11月18日）。
- 2021年10月31日施行の衆議院議員総選挙で一票の格差が最大2.08倍に達し、2つの弁護士グループが選挙無効を求めた訴訟で「合憲」とする統一判断を言い渡した事例（最大判2023年1月25日）。
- 2022年7月10日施行の参議院議員通常選挙で一票の格差が最大3.03倍に達し、2つの弁護士グループが選挙無効を求めた訴訟で「合憲」とする統一判断を言い渡した事例（最大判2023年10月18日）。

## 大法廷に係属中の事件
（2025年5月現在）
- 被保佐人であることを警備業の欠格要件と定めていた旧警備業法3条1号[注釈 3]が、職業選択の自由を定めた憲法22条や法の下の平等を定めた憲法14条に違反するとして、保佐開始決定を受けたことを理由に解雇された元警備員の男性が国に対して賠償を求めている訴訟。2025年5月21日、第2小法廷（尾島明裁判長）が大法廷に回付した[17]。

## 別の意味
- 下級裁判所において、建物の設備として特に広い法廷を「大法廷」と称することがある。東京高等裁判所101号大法廷、東京地方裁判所103号大法廷など。当事者の人数が多い事件、世間の関心が高く多数の傍聴希望者が詰めかけると予想される事件などで使用される。